# Ann-Louise Skoglund
Ann-Louise Skoglund (Karlstad, 28 de junio de 1962) es una atleta sueca retirada especializada en la prueba de 400 m vallas, en la que ha conseguido ser campeona europea en 1982.

## Carrera deportiva
En el Campeonato Europeo de Atletismo de 1982 ganó la medalla de oro en los 400 m vallas, con un tiempo de 54.58 segundos que fue récord de los campeonatos, llegando a meta por delante de la alemana Petra Pfaff y la francesa Chantal Réga (bronce).